# Libro delle profezie
Il Libro delle Profezie (in spagnolo Libro de las Profecías) è una raccolta di rivelazioni religiose apocalittiche scritte da Cristoforo Colombo verso la fine della sua vita, probabilmente con l'aiuto del suo amico, il monaco certosino Gaspar Gorricio. Fu scritto tra settembre 1501 e marzo 1502, con aggiunte fino al 1505 circa.

## Contenuto
Questa sorta di diario trasmette l'idea medievale che affinché si verifichi la fine del mondo o la seconda venuta di Gesù Cristo, certi eventi devono prima essere attuati:
1. Il cristianesimo deve essere diffuso in tutto il mondo.
2. Il Giardino dell'Eden deve essere trovato: era la convinzione comune nel Medioevo che il biblico Giardino dell'Eden dovesse trovarsi sulla cima di una rupe o di una montagna in modo che non fosse stato influenzato dalla prima distruzione del mondo per mezzo del diluvio. Arrivato in Venezuela nel 1498, Colombo potrebbe aver pensato che le verdi scogliere del Venezuela ospitassero il giardino dell'Antico Testamento della Bibbia.
3. Deve essere condotta una Crociata finale per riprendersi la Terra Santa dai musulmani e, quando Cristo verrà, tornerà nel luogo dove ha vissuto e dove è morto, ovvero Gerusalemme.
4. Deve essere scelto l'ultimo Imperatore del Mondo: Colombo aveva scelto, almeno nella sua mente, che i monarchi cattolici, Ferdinando e Isabella, avrebbero ricoperto questa posizione a causa del vasto potere imperiale e della convinzione religiosa che i monarchi spagnoli vantavano. Un ultimo imperatore mondiale sarebbe stato necessario per guidare la Crociata sopra menzionata contro i musulmani e per accogliere Cristo a Gerusalemme una volta completati i passaggi precedenti.[1][2]

Queste idee non erano nuove al periodo in cui Colombo visse. Scrittori monastici medievali, come Gioacchino da Fiore, avevano fatto affermazioni simili, che influenzarono fortemente le scritture e le credenze apocalittiche di Colombo.
Il manoscritto fu scritto da Colombo dopo il suo terzo viaggio nel Nuovo Mondo. Il manoscritto originale è principalmente in spagnolo con alcune parti in latino. 